# Vulcanus (mytologie)
Vulcanus, počeštěně Vulkán, je bůh ohně a kovářství vystupující v římské mytologii. Římané nazývali Vulkána též Mulciberem, který mírnil a krotil oheň a v této podobě ochraňoval i před požáry. Vulcanus je ztotožňován s řeckým bohem Héfaistem. Římané mu připisovali znalost uměleckých prací z kovů. Vulkánovou ženou byla bohyně Venuše, která svého manžela uprosila, aby zhotovil nádhernou zbroj pro jejího syna Aenea. Největší protivník Aeneův, rutuský král Turnus, bojoval se svým sokem mečem zděděným po svém otci králi Daunovi, kterému jej zhotovil rovněž Vulcanus.
Římané uctívali Vulkána na slavnostech Vulcanaliích, které se každoročně konaly 23. srpna. Jeho chrám v Římě údajně založil samotný Romulus. Před chrámem se konaly lidové porady o důležitých záležitostech.